# 晨間廚房
晨間廚房（英語：La Morning），是一個起源於臺灣屏東縣的連鎖早餐店品牌。成立於2000年，創辦人為黃義升、邱明正。目前全台約有400家加盟門市，中國大陸約有40家門市。

## 沿革
- 2001年首間門市於屏東縣長治鄉成立。
- 2005年成立台灣物流中心，對外開放門市加盟。
- 2007年成立晨間廚房餐飲有限公司。
- 2015年進軍中國市場，首間門市於廈門市成立。[3]
- 2016年成立中國物流中心，對外開放門市加盟。
- 2017年中國營運總部落成。
- 2018年台灣營運總部落成。